# Krisna penangensis
Krisna penangensis är en insektsart som beskrevs av Baker 1919. Krisna penangensis ingår i släktet Krisna och familjen dvärgstritar. Inga underarter finns listade i Catalogue of Life.